# Yann Paranthoën
Yann Paranthoën, né le 30 août 1935 à l'Île-Grande dans la commune de Pleumeur-Bodou (Côtes-du-Nord renommées plus tard Côtes-d'Armor, en Bretagne) et mort le 28 février 2005 à Ivry-sur-Seine (Val-de-Marne), est un opérateur du son et un réalisateur de création radiophonique.
Il a travaillé à la radio d'État en France pendant plus de 40 ans, de la RTF dans les années 50 jusqu'aux chaînes France Inter et France Culture dans les années 2000. Auteur de documentaires radiophoniques, son nom reste un jalon important dans l'histoire de ce genre artistique.

## Biographie
Yann Paranthoën est le fils adoptif de Louis Le Goff, un tailleur de pierre de l'Île-Grande qui l'initia à l'écoute de la radio et, durant l'Occupation, Radio Londres, puis Radio Luxembourg. A 17 ans, il s'engage pour 5 ans comme radariste dans la marine. A l'issue de son service, il trouve un travail de « garçon de Prisunic » à Paris. Une cliente du supermarché originaire de son village le fait entrer, via sa patronne, à la RTF en 1957. Il devient opérateur son et fait rapidement beaucoup de montage sonore.
On le retrouve au générique de très nombreuses productions de l'ORTF, du CRPLF, puis de France Culture. Il est présent comme opérateur, monteur, puis créateur d'émissions sur les ondes nationales pendant une trentaine d'années, depuis l'Oreille en coin jusqu'aux Papous dans la tête.
À partir de 1967, en parallèle de son travail à France Culture, il réalise des émissions sonores notamment pour les Ateliers de création radiophonique de France Culture . Ses productions sont des œuvres remarquées où s'affirme une conception de la restitution du réel comme sculpture sonore et composition à part entière. « La première des choses à faire passer c'est l'idée que la radio est une expression à part entière », disait-il. « Pour entrer dans cette expression, il faut y engager sa vie »[réf. souhaitée].
Avec l'appui de Alain Trutat, Yann Paranthoën peut à partir de 1980 officiellement cumuler au sein de Radio France son travail d'ingénieur du son avec, 8 jours par mois, un travail plus personnel de créateur radiophonique. Son employeur lui met alors à disposition la « cellule 208 », son studio à la maison ronde, dans laquelle il a pu se consacrer à la réalisation de ses créations radiophoniques.
Passionné de vélo, grand admirateur du grand champion cycliste italien Fausto Coppi, il réalise mais ne termine pas Le Vélo de Fausto Coppi et Les funérailles de Fausto Coppi ; ce travail est diffusé pour la première fois le 3 juillet 2022 sur France inter.

## Vie personnelle
Yann Paranthoën a perdu son père à l'age de 4 ans. Sa mère s'est remariée avec Louis Le Goff, homme qu'il considérera comme son véritable père pendant tout le reste de sa vie.
Il a eu deux filles : Armelle et Gwénola.
La réalisatrice radiophonique Claude Giovannetti a été sa compagne.
Il était passionné de vélo.
Il collectionnait les pommes de terre qu'il cultivait sur l'Île-Grande. Cette passion lui a notamment été alimentée par le travail de Vincent van Gogh sur les pommes de terre.
Il a fait construire un studio radiophonique sur son île natale l'Île-Grande.

## Filiation professionnelle
Le travail de Yann Paranthoën a fortement marqué la création radiophonique  dont l'évolution en France a été assurée au fil des époques par des personnes comme Alain Trutat, José Pivin, René Jentet, ou René Farabet.
Le producteur de radio Daniel Mermet, le réalisateur Antoine Chao, l'ingénieur du son et documentariste Thierry Compain ou la journaliste Laure Adler sont des personnalités qui ont affirmé avoir été fortement marquées professionnellement par le travail du créateur radiophonique.

## Œuvres
De 1967 à 2001, sa production radio compte environ une centaine de titres. 52 émissions ont été diffusées par Radio France dont 25 par les Ateliers de création radiophonique. Certaines de ces œuvres, éditées en CD, constituent des jalons de l'histoire du documentaire radiophonique :
- Un petit chariot pour la Grande Ourse (25 décembre 1967), avec le concours de José Pivin et Jean Jusforgues.
- L’or rose, Les après-midis de France Culture (3 avril 1973), 65 min.
- Cortège à Enez-Veur (4 mai 1975), Atelier de création radiophonique, Yann Paranthoën, Claude Giovannetti, Andrew Orr, France Culture, 57 min.
- Questionnaire pour Lesconil (23 mars 1980). L'évolution inéluctable du paysage sonore et son incidence sur le comportement des habitants d'un port breton, dont la majorité a une vie réglée sur l'écoute de la mer. Réalisation en collaboration avec Murray Schafer. L'émission de 139 min. qui a valu à Yann Paranthoën d'obtenir le Prix Italia en 1980 est éditée en CD dans l'ouvrage collectif coordonné par Christian Rosset "Yann Paranthoën, l'art de la radio", Phonurgia Nova éditions (Arles), 2009.
- Georges au sporting (1983) Pièce Radiophonique le poète Georges Perros. Prix des gens de lettres 1984[15].
- Un Américain à Paris-Roubaix (1985). Fresque sonore sur la légendaire course cycliste.
- « Au bois du Roy, des cochons y’en a guère » (26 janvier 1986, 26 octobre 1986 et 10 janvier 1988), Atelier de création radiophonique, Yann Paranthoën, Claude Giovannetti, France Culture, 3 x 120 min
- On Nagra (8 mars 1987), 120 min. consacrées au célèbre Nagra, magnétophone de reportage et de cinéma inventé par Stefan Kudelski. Sélectionné pour le Prix Italia.
- Lulu (1er mai 1988). Portrait d'une femme de ménage de la Maison de la radio, Lucienne Virgoulay, c'est aussi une histoire esthétique : celle des sons de la Maison de la radio le matin.
- A la recherche du breton perdu (1994) Émission des Nuits magnétiques de France Culture consacrée à une école bilingue breton-français de Lannion[16].
- Le Phare des Roches-Douvres (1996) portrait du phare le plus éloigné des côtes en Europe, la vie et la voix des gardiens, de leurs femmes restées à terre.
- L'Effraie, CD carte postale sonore. Dans l'attente du cri de l'oiseau, des voix françaises et bretonnes évoquent les légendes liées à ce rapace nocturne.
- Propos d'un tailleur de sons, dans cet ouvrage d'entretiens avec l'écrivain et producteur radio Alain Veinstein, Yann Paranthoën livre ses réflexions sur l'écoute du réel et des gens, sur l'expression radiophonique et la taille des sons. Une "radiographie", établie par Claude Giovannetti à partir des informations fournies par l'INA et par France Culture, retrace la chronologie de ses émissions de 1978 à 2001. Phonurgia Nova éditions. Collection "Références du huitième art".  (ISBN 2-908325-02-0).

## Filmographie
- Pilar Arcila, Au fil du son, un portrait de Yann Paranthoën, 54 min, coproduction Mille et Une. Films et TV Rennes 35, 2007. Ce portrait filmé est édité en DVD dans l'ouvrage collectif coordonné par Christian Rosset Yann Paranthoën, l'art de la radio, Phonurgia Nova éditions (Arles), 2009.
- Le Tailleur de sons - Yann Paranthoën, film de Thierry Compain, durée 70 min. Coproduction France 3 Ouest, 1990.

## Hommage
- « Hommage à Yann Paranthoën par l'intermédiaire de Fausto Coppi », France Inter, 3 juillet 2022 ().